# Jogos da Ásia Oriental
Os Jogos da Ásia Oriental são um evento multiesportivo organizados desde 1993 pela Associação dos Jogos da Ásia Oriental (EAGA), vinculada ao Conselho Olímpico da Ásia há cada quatro anos entre os atletas do Extremo Oriente.

## Países participantes

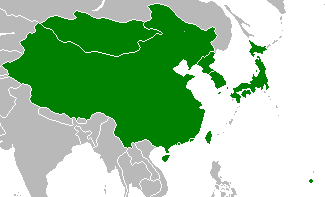
Mapa com os países participantes.

Nove países participam atualmente dos Jogos:
- China
- Coreia do Norte
- Coreia do Sul
- Guam
- Hong Kong, China
- Japão
- Macau, China
- Mongólia
- Taipé Chinesa

Nota: O Cazaquistão pertencia à EAGA, mas hoje disputa os Jogos Centro-Asiáticos.

## Edições
| Ano             | Cidade-sede | Países | Modalidades |
| --------------- | ----------- | ------ | ----------- |
| 1993 (detalhes) | Shanghai    | 8      | 12          |
| 1997 (detalhes) | Busan       | 9      | 14          |
| 2001 (detalhes) | Osaka       | 9      | 15          |
| 2005 (detalhes) | Macau       | 9      | 17          |
| 2009 (detalhes) | Hong Kong   | 9      | 23          |
| 2013 (detalhes) | Tianjin     | -      | -           |
| 2017 (detalhes) | Incheon     | -      | -           |

## Modalidades
Já foram ou são disputadas 24 modalidades esportivas nas edições já realizadas:[a]
| - Atletismo - Badminton (1993, 1997, 2009) - Basquetebol - Boliche - Caratê (2005) - Ciclismo (2009) - Barco Dragão (2005) - Dança de salão (2005) - Desportos aquáticos | - Hóquei sobre grama (2005, 2009) - Futebol - Ginástica - Handebol (2001) - Iatismo (2009) - Levantamento de peso (1997, 2001 e 2009) - Judô (1993, 1997, 2001, 2009) - Remo (1993, 2005, 2009) - Rugby (2009) | - Tiro (2005, 2009) - Sanshou - Soft tênis (1997 - 2005) - Squash (2009) - Taekwondo - Taolu - Tênis (2005, 2009) - Wushu |

## Quadro geral de medalhas
| Ordem | País            | Medalha de ouro | Medalha de prata | Medalha de bronze |       |
| ----- | --------------- | --------------- | ---------------- | ----------------- | ----- |
| 1     | China           | 379             | 244              | 189               | 812   |
| 2     | Japão           | 179             | 211              | 250               | 640   |
| 3     | Coreia do Sul   | 134             | 160              | 188               | 482   |
| 4     | Cazaquistão     | 37              | 30               | 48                | 115   |
| 5     | Taipé Chinesa   | 32              | 77               | 95                | 204   |
| 6     | Coreia do Norte | 16              | 30               | 44                | 90    |
| 7     | Macau           | 12              | 16               | 22                | 50    |
| 8     | Hong Kong       | 7               | 7                | 22                | 36    |
| 9     | Mongólia        | 5               | 6                | 48                | 95    |
| 10    | Guam            | 0               | 0                | 3                 | 3     |
| TOTAL | TOTAL           | 801             | 781              | 909               | 1 582 |

- Nota: para checar as modalidades disputadas, é necessário que se visualize edição por edição. O mesmo ocorre com o quadro geral de medalhas.[3]